# Sharia-driehoek
Sharia-driehoek is een benaming die in 2013 ten onrechte werd geïntroduceerd voor een deel van de Haagse Schilderswijk. In een artikel in het dagblad Trouw beschreef de journalist Perdiep Ramesar hoe deze buurt gedomineerd zou worden door streng gelovige moslims die hun gedragsregels aan alle bewoners oplegden. Het artikel leidde tot veel maatschappelijke ophef, maar bleek helemaal door Ramesar te zijn verzonnen. Later journalistiek onderzoek toonde aan dat er in deze buurt geen sprake was van onderdrukkende dominantie door moslims. 

## De buurt
De buurt waarom het ging is het deel van de Haagse Schilderswijk dat ligt tussen de Vaillantlaan, de Wouwermanstraat en de Parallelweg. Dit is een oudere stadsbuurt waar pas relatief laat aan stadsvernieuwing werd begonnen; de buurt stond daarom ook wel bekend als "de vergeten driehoek". Er staan woningen die gebouwd zijn aan het eind van de 19e eeuw en woningen van na 1985. Er wonen ongeveer 5000 mensen. Zoals in de hele Schilderswijk wonen ook in deze buurt veel allochtonen, circa 92% van de bewoners.

## Artikel in Trouw
Op 18 mei 2013 publiceerde Trouw een uitgebreid artikel over deze buurt, geschreven door de journalist Perdiep Ramesar, met als titel "Haagse buurt domein orthodoxe moslims". In dit artikel citeerde hij bewoners die vertelden hoe gelovige moslims de hele buurt hun gedragsregels oplegden. Vrouwen zouden worden aangesproken op te blote kleding en cafés onder druk gezet om geen alcohol of producten met varkensvlees te verkopen. De buurt werd in het artikel omschreven als "sharia-driehoek" en "klein kalifaat". Een drietal moskeeën in en om de buurt stond bekend als salafistisch of orthodox; de vrees zou bestaan dat jonge buurtbewoners jihadist zouden worden. Slechts een van de geïnterviewden werd in het artikel met naam en toenaam genoemd.
Het artikel leidde nationaal tot veel ophef, vooral door het al langer lopende maatschappelijke en politieke debat over islamisering. Zowel buurtbewoners als gemeenteraadsleden gaven echter aan het geschetste beeld niet te herkennen. PVV-fractieleider Geert Wilders pleitte naar aanleiding van het artikel voor een grondwettelijk shariaverbod en een immigratiestop uit moslimlanden. Wilders en minister van Sociale Zaken Lodewijk Asscher bezochten de wijk. Er werden Kamervragen over de kwestie gesteld en op 5 september 2013 werd er tijdens een plenaire vergadering van de Tweede Kamer over gedebatteerd.

## Intrekking artikel
Eind 2014 kreeg de redactie van Trouw twijfels over het waarheidsgehalte van artikelen door Ramesar. Uit onderzoek bleek dat de journalist regelmatig bronnen verzon. Ook het artikel over de sharia-driehoek in de Schilderswijk was gebaseerd op gefingeerde interviews. Hij had nooit buurtbewoners gesproken over dominantie door gelovige moslims. De krant trok vervolgens een groot aantal artikelen van Ramesar in, waaronder het artikel over de Schilderswijk. Ramesar werd op staande voet ontslagen.
In een open brief vroegen buurtbewoners de redactie van Trouw een poging te doen om de door het artikel ontstane reputatieschade voor de wijk te herstellen. De hoofdredactie van Trouw erkende medeverantwoordelijkheid voor de onjuiste beeldvorming en ging in gesprek met vertegenwoordigers van de wijk. Op 15 mei 2015 publiceerde de krant een speciale bijlage over de Schilderswijk, waarin op basis van uitvoerig journalistiek onderzoek werd geconcludeerd dat er geen sprake was van een sharia-driehoek in de wijk.

## Externe bronnen
- Verslag van debat in de Tweede Kamer n.a.v. artikel in Trouw, 5 september 2013
- Rapport van de onderzoekscommissie brongebruik Trouw, december 2014